# 击壤碑
击壤碑，位于山西省临汾市尧都区段店乡康庄村康庄小学内，刻于民国十三年（1924年），纪念尧时天下太平，壤父击壤于道中的事迹，有一碑刻“击壤处”三字，另一碑刻《击壤歌》：“日出而作，日入而息，凿井而饮，耕田而食，帝力于我何有哉！”。
2004年5月，击壤碑公布为临汾市文物保护单位。